# 1-naftolo
L'1-naftolo (o α-naftolo) è un derivato del naftalene.
A temperatura ambiente si presenta come un solido granulare bianco, rosa o blu a seconda del grado di purezza, dall'odore di gomma bruciata. 
È un composto aromatico attivato, e le sue proprietà sono in genere quelle di un fenolo.
È un metabolita dell'insetticida carbarile e del naftalene. Insieme al 3,5,6-tricloro-2-piridinolo, si è dimostrato che riduce i livelli di testosterone negli uomini adulti.
Si biodegrada attraverso la formazione di 1-naftolo-3,4-ossido, che si converte in 1,4-naftochinone.

## Produzione
{\displaystyle {\ce {C10H8 + HNO3 -> C10H7NO2 + H2O}}}
L'1-naftolo viene preparato da due rotte principali. In un metodo, il naftalene viene nitrato per dare 1-nitronaftalene, che viene idrogenato all'ammina seguita da idrolisi:
{\displaystyle {\ce {C10H7NO2 + 3 H2 -> C10H7NH2 + 2 H2O}}}
{\displaystyle {\ce {C10H7NH2 + H2O -> C10H7OH + NH3}}}
In alternativa, il naftalene viene idrogenato a tetralina, che viene ossidata a 1-tetralone, che subisce la deidrogenazione.

## Usi
Chimicamente è un fenolo, detto anche 1-idrossinaftalene, e viene utilizzato in chimica analitica per svelare la presenza anche di minime quantità di saccarosio in una soluzione, secondo il cosiddetto test di Molisch; la soluzione da analizzare viene addizionata di una piccola quantità di 1-naftolo e acidificata con acido cloridrico diluito, quindi viene scaldata: in presenza di saccarosio si sviluppa una colorazione violetta.
L'1-naftolo è un precursore di numerosi insetticidi tra cui il carbarile e di vari prodotti farmaceutici tra cui il nadololo, l'antidepressivo sertralina e l'atovaquone.
Viene anche utilizzato per produrre alcuni coloranti (generalmente meno utili di quelli derivati dal 2-naftolo) e diazocomposti.